# جبهه گسترده (اروگوئه)
جبهه گسترده (به اسپانیایی: Frente Amplio‎) یک ائتلاف از چپ به چپ اروگوئه ای از احزاب سیاسی است. این حزب با اتحادیه صنفی PIT-CNT و جنبش مسکن تعاونی ارتباط نزدیک دارد. جبهه گسترده از ۲۰۰۵ تا ۲۰۲۰ حزب حاکم اروگوئه بود. روسای جمهور سابق تاباره واسکز و خوزه موزیکا اعضای این حزب هستند.